# لک‌لک گردن‌کلفت
لک‌لک گردن‌کُلُفت یا جابیرو (نام علمی: Jabiru mycteria) نام یک گونه از تیره لک‌لکان است.